# Rauhi Fattouh
Pour les articles homonymes, voir Fattouh.
Rawhi Fattuh (رَوْحِي فَتُّوح) ou Rauhi Fattouh, né le 14 août 1949 à Burqah, est un homme d'État palestinien. Ancien président du Conseil législatif palestinien, il est président en intérim de l'Autorité palestinienne après la mort de Yasser Arafat du 11 novembre 2004 au 15 janvier 2005.

## Biographie
Conformément à la loi palestinienne, il reste au pouvoir pendant 60 jours, jusqu'au déroulement de la nouvelle élection présidentielle palestinienne de 2005. Les élections sont gagnées le 9 janvier par Mahmoud Abbas qui prête serment le 15 janvier 2005.
Membre du Fatah, Fattuh est le président du Conseil législative palestinien. En 1996, il est élu en tant que maire de la ville de Rafah (dans la bande de Gaza) où il est né et a vécu pendant la majeure partie de sa vie. Il est secrétaire au conseil, jusqu'à sa nomination en novembre 2003 en tant que ministre de l'agriculture dans le gouvernement d'Ahmed Qoreï.
En mars 2004, le Fatah le désigne comme candidat au poste de président du parlement palestinien. Fattuh n'a pas participé aux élections législatives palestiniennes de 2006 et il n'est donc plus membre du Conseil législatif palestinien, mais il occupe le poste de député au Parlement arabe de Damas.